# 阿延
阿延（法語：Ayn，法語發音：[ajɛ̃]，发音同“Aÿin”）是法国萨瓦省的一个市镇，属于尚贝里区。

## 地理
阿延（45°34'21"N, 5°45'3"E）面积7.44 平方千米，位于法国奥弗涅-罗讷-阿尔卑斯大区萨瓦省，该省份为法国东部省份，历史上为薩伏依的一部分，北起上萨瓦省，西接伊泽尔省和安省，南部和东部与上阿尔卑斯省和意大利接壤。
与阿延接壤的市镇（或旧市镇、城区）包括：迪兰、诺瓦莱斯、罗什福尔、沃雷勒德蒙贝勒。

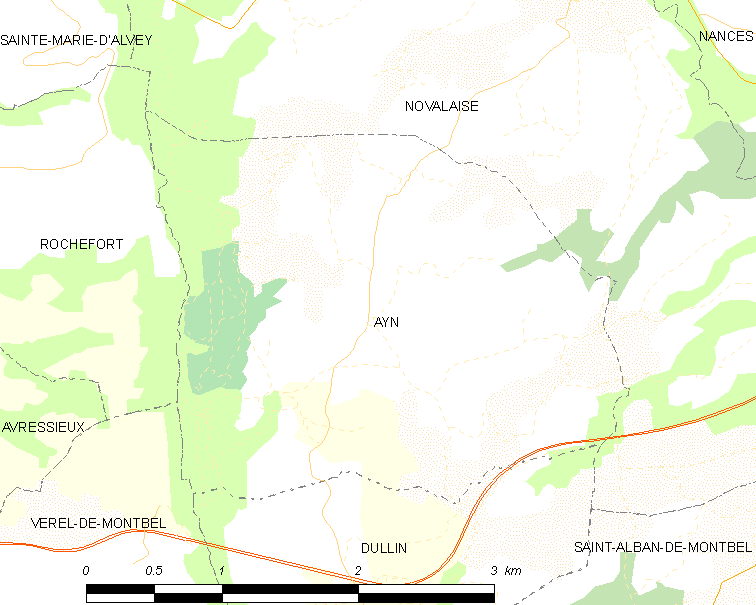
阿延的OSM定位图

阿延的时区为UTC+01:00、UTC+02:00（夏令时）。

## 行政
阿延的邮政编码为73470，INSEE市镇编码为73027。

## 政治
阿延所属的省级选区为勒蓬德博瓦桑县。

## 人口

1962-2008年间阿延人口变化图示

阿延于2022年1月1日时的人口数量为390人。